# 진코스텍
주식회사 진코스텍(영어: JINCOSTECH)은 마스크팩을 ODM/OEM 방식으로 생산하는 대한민국의 화장품 제조업체이다.